# Elkalyce pulchra
Elkalyce pulchra är en fjärilsart som beskrevs av Rothschild 1915. Elkalyce pulchra ingår i släktet Elkalyce och familjen juvelvingar. Inga underarter finns listade i Catalogue of Life.